# Vemana lemuresa
Vemana lemuresa är en kräftdjursart som beskrevs av J. L. Barnard 1967. Vemana lemuresa ingår i släktet Vemana och familjen Vitjazianidae. Inga underarter finns listade i Catalogue of Life.